# Хородка (Хынчештский район)
Хородка (рум. Horodca, Городка) — село в Хынчештском районе Молдавии. Наряду с селом Новые Драгушены входит в состав коммуны Новые Драгушены.

## География
Село расположено на высоте 179 метров над уровнем моря.

## Население
По данным переписи населения 2004 года, в селе Хородка проживает 346 человек (185 мужчин, 161 женщина).
Этнический состав села:
| Национальность | Число жителей | Процентный состав |
| -------------- | ------------- | ----------------- |
| молдаване      | 345           | 99.71             |
| румыны         | 1             | 0.29              |
| Всего          | 346           | 100%              |